# 4コマ漫画
4コマ漫画（よんコマまんが）は、4つのコマ（齣）によって短い物語を作る日本の漫画の形式の一つ。
最小限のストーリーを描くものとして、新聞や雑誌の一部に掲載され、古くから定着している形式である。
1980年代に登場した「4コマ漫画雑誌」や、1990年代に流行した「4コマ漫画アンソロジー」など、専門に取り扱う媒体も数多く存在する。

## 形式と位置づけ

縦1列に配置した場合の4コマ漫画のレイアウト

並べた4つのコマを起承転結の配置とし、4コマ目にはオチを配置するのが基本的な表現形式である。現代の日本ではコマの配列は縦が一般的であるが、歴史的には必ずしもそうではなく（後述）、日本以外の地域でも『ピーナッツ』のような横配列や2列構成（「田」の字）などが見られる。現代の日本でも、1列に2コマ、あるいは2列構成とした作品がある。また都合上、5コマ（2列で5コマ目が他のコマの4倍。作品によっては最終ページに組み込まれることもあるが、1ページ目に組み込まれることが多く、この場合通常5コマ目の大オチがタイトル表紙を兼ねている）、3コマ（序破急）、8コマなどにコマ数が変動することもある。最近は、3コマ目にもオチを配置した2段オチと呼ばれるものや、本来は内容の表題であった小見出し（サブタイトル）もオチの要素とするもの（4コマ目まで読んで初めて小見出しの意味がわかるもの）など、必ずしも起承転結に沿わない形で笑いを取るものも多い。
複数のコマを使用した短い漫画は日本以外にも見られるが、世界的には必ずしも4コマが主流ではなく、欧米では3コマも数多く存在し、東南アジアのタイでも3コマが一般的である。一方、東アジアの韓国や中国では4コマが定着したスタイルとなっている。
4コマ漫画にはサブタイトルが付くタイプと付かないタイプがある。サブタイトルが付くタイプのものは、そのサブタイトルの対象となる内容が概ね3コマ目か4コマ目に描かれていることが多い。「4コマ漫画」の名称が示す通り、4コマで話が完成する1話完結の作品が多いが、サブタイトルの有無に関係なく、時系列で物語が進む連続性のある作品も多く、それらは実質的にストーリー漫画と変わらない。
コマの配置形式は上述のように様々な手法が採用されているが、珍しいものとしては、1コマ目と4コマ目が通常で、2コマ目と3コマ目が縦長2コマ分かつ幅が半分で横並びになっている「II」のような形式で描かれる作品もある。

## 日本における歴史
日本では江戸時代に風刺画や戯画を集めた書籍が木版画で出版されていたが、それらの中にはコマのような形で連続したストーリーに仕立てたものが存在した。江戸時代後期に出された『北斎漫画』の中には、ページの中に4つの絵が配され、その最後で「オチ」をつけたものがあり、清水勲は「4コマ漫画の源流」と記している。
江戸時代末期から西欧のコマ漫画のスタイルがチャールズ・ワーグマンらによって日本に紹介された。日本で最初に紹介された欧米スタイルの4コマ漫画は、ワーグマンが刊行していた『ジャパン・パンチ』に1876年に掲載された作品とみられている。やがて、日本人の発行する新聞（時事新報など）や雑誌（『團團珍聞』など）でもこれに影響を受けたとみられるコマ漫画が描かれるようになった。一説には、岡本一平が映画のフィルムに触発されて描いた作品が起源とも言われる。しかし、この時代にはまだ4コマ漫画は主流ではなく、1枚絵の漫画が中心で、コマ漫画も2コマ、3コマ、6コマなど様々なスタイルのものが描かれていた。明治後期を代表する漫画家である北沢楽天が中心となっていた『時事新報』の漫画ページ「時事漫画」（1902年スタート）の明治期におけるコマ数別の分類では、1コマが最多で24%に対し、4コマは18%で次点にとどまっていた。また、この時代には4コマの配列も、縦4コマと2列（「田の字」）のものが混在する状況であった。
大正時代にはアメリカやイギリスのコマ漫画が日本の新聞・雑誌に掲載され、それらに影響を受ける形で日本人漫画家の手になるコマ漫画が連載された。それらの中で、1923年にスタートした『正チャンの冒険』（文：織田小星、絵：椛島勝一）と『のんきな父さん』（麻生豊）は4コマ漫画のヒット作となった。『正チャンの冒険』は当時2列配置の「田の字」でスタートしたが、掲載先が『アサヒグラフ』から東京朝日新聞に移った1923年10月20日の回で縦4コマの配置を採用した。またこの『東京朝日新聞』での連載が、毎日連載する新聞4コマ漫画の最初とされている。一方、報知新聞に掲載された『のんきな父さん』は8コマでスタートし、6コマになったのち、1923年11月26日から4コマとなり、紙面の左上に掲載されるようになった（コマ配置は「田の字」形）。また、『正チャンの冒険』が吹き出しのセリフと欄外の説明文を併用していたのに対し、『のんきな父さん』は吹き出しのセリフだけでストーリーを展開した最初の4コマ漫画でもあった。
この2作のヒットにより、新聞各紙は4コマ漫画を競って載せるようになり、最初の「新聞4コマ漫画」ブームと呼べる状況が出現した。その中で、横山隆一が1936年から東京朝日新聞に連載を開始した『江戸っ子健ちゃん』は、『フクちゃん』へと発展し、ヒット作となる。戦争による漫画の減少（漫画家の報道班への徴用や疎開、夕刊廃止などの新聞紙面縮小による）を経て、太平洋戦争後には先に漫画の掲載が復活した地方紙から長谷川町子の『サザエさん』や南部正太郎の『ヤネウラ3ちゃん』といった人気作品が生まれ、第二次「新聞4コマ漫画ブーム」が起きる。また手塚治虫もそのデビュー作は1946年に開始した4コマ漫画『マァチャンの日記帳』だった。長谷川のほか、復帰した横山隆一や、読売新聞に『轟先生』を連載した秋好馨、1954年から毎日新聞に『まっぴら君』を連載した加藤芳郎らによって、戦後を代表する長寿の新聞4コマ漫画が1950年代前半には出揃った。
その後、日本経済が高度成長すると、新聞連載の4コマ漫画は、家族の日常を描いたものから、経済活動と関わりを持つサラリーマンを主役としたものへと変遷していく（『フジ三太郎』『サンワリ君』『アサッテ君』他）。だが、高度成長がもたらした嗜好の拡散に対し、新聞には公序良俗や過激な表現への制約があり、表現がマンネリズムに陥ったり、キャラクターには「毒も個性も無い」という状況が現出した。こうした中で、より対象を絞りやすく、表現の制約が少ない雑誌において、新たなスタイルの4コマ漫画が登場する。その代表的な漫画家がいしいひさいちや植田まさしであった。いしいの『がんばれ!!タブチくん!!』のヒットは、第三次「4コマ漫画ブーム」を起こし、雑誌やスポーツ新聞・夕刊紙への4コマ作品掲載が増加した。1980年代には4コマ漫画専門の雑誌も相次いで創刊された。
1980年代後半から1990年代にかけて、ストーリー漫画とのボーダレス化が進み、普段はストーリー漫画を執筆している漫画家が、4コマ漫画の連載を持つことも多くなった。
1984年に連載開始の須賀原洋行『気分は形而上』、1985年に連載開始の相原コージ『コージ苑』、1989年に連載開始の吉田戦車『伝染るんです。』などにより、「4コマ=起承転結」という前提が崩壊したことにより、従来のオチの面白さを追求した作品よりも、不条理ネタ、雑学、作家の身辺雑記などが題材とされる作品が増えていく。さらに2000年代にかけて、いわゆる「萌え4コマ」誌が次々に創刊されて、アニメ・ゲーム・同人誌などのサブカルチャーとの結びつきが強まり、絵柄、キャラクター、萌えなど他の要素に重点を置く作品などが主流となっていった。
長期連載作も多い。1967年に連載開始の『碧南一家』は、現在の日本のすべての連載漫画のうち、最長寿漫画である。また『小さな恋のものがたり』は連載期間が52年4か月にも及んだ。

## 日本での古典的位置づけ
4コマ漫画は、日本ではかつては漫画の基本と言われた。例えば手塚治虫の『漫画の描き方』では、漫画の表現に関する説明の後、「案を作る」という章の中で4コマ漫画について触れ、これを「漫画のスジ立ての基本」であると言っている。また、多くの漫画家が4コマ漫画を描いてきたこと、自分自身も発表の場が無かった頃には4コマを多く描き、それが財産となっていることなどを説明している。その基本は起承転結であること、また4コマを発展させることで、長い漫画も描けることなどにも触れている。

## 内容の傾向

### ストーリー4コマ
漫画雑誌に連載で発表されている作品には、各4コマごとにオチをつけながら、物語としては完結させずに次の4コマに連続させ、複数本（作品にもよるが、おおむね10 - 15本前後の場合が多い）の4コマが総体として1つの物語をなしているような表現形式をとるものも多い。このような形式、あるいはこの形式をとっている作品は、ストーリー4コマと呼ばれている。
ストーリー4コマは、さらに以下のように大別できる。
1. 連載1回分を1つの物語とし、登場人物どうしの相関関係には基本的に変化の無いもの。
  1. 連載複数回分を1つの物語とし、登場人物同士の相関関係には基本的に変化の無いもの。
2. 回を追うごとに、登場人物同士の相関関係などを少しずつ変化させていくもの。
  1. 連載開始から1年経つと登場人物も1つ年齢を重ねるなど、年齢やその他の設定に継続的な経時変化があるもの。
  2. 年齢などの設定は経時変化しないもの。
  3. 既存の登場人物の相関関係は変化させず、新たな登場人物を少しずつ継続的に加えることで物語に変化を持たせるもの。
3. 連載開始からしばらくは上記1のように「1話完結」であったが、途中から上記2のように相関関係を変化させ始めたもの。
4. 上記3の逆で、連載開始からしばらくは上記2のように年齢やその他の設定に継続的な経時変化があったが、途中で変化を止めたもの。

ストーリー4コマと呼ばれる作品が増えたのは、4コマ漫画の普及に伴って若年の読者が増えてきたこと、漫画家の世代交代で幼少の頃にストーリー漫画に親しんだ漫画家が増えてきたことが原因として考えられる。元から比較的高い年齢を対象としており、基本的な関係はまったく変化せず4コマ作品1本で話をまとめることが好まれていたが、若年層が増えたことからストーリー性のある作品を好む傾向が出てきた。新聞4コマとは異なり、毎月数ページに渡って数本 - 十数本の4コマ漫画が掲載される月刊4コマ漫画誌という体裁も、ストーリー漫画の掲載に向いている媒体であったといえる。そのため、いしいひさいち、相原コージ、小池田マヤ、胡桃ちのなどの意欲的な作家により、ストーリー4コマというジャンルが確立され、『まんがタイムラブリー』や『まんがタイムジャンボ』など、若者向けの4コマ誌が誕生していったのである。
それでもあくまで4コマ漫画であるため、作品全体としてストーリーを進めつつも4コマ作品1本にしっかりとした起承転結が存在しているものが多かった。しかし、2000年頃を境としてストーリー漫画である程度の経歴を持った作家が4コマ漫画家に転身することも多くなり、4コマ目が笑いを必要としない「ストーリー的な結果」で締めくくられる作品や、中には4コマ目であっても次の話へ続く展開だけが描かれる作品も増えている。このような作品は「単にコマが4つずつになっただけのストーリー漫画」とも見られており、このような作品を4コマ漫画と呼ぶことに違和感があるという声も多いが、元から戦前戦後の頃の漫画はコマ割が一定であることが多く、昭和後期以降の漫画のように複雑なコマ割になりすぎたストーリー漫画に対する原点回帰だとする見方もある。
なお、上記2-2のように年齢が変化しないにもかかわらず季節や流行が移り変わる物語性を持った連載作品は、4コマ漫画でもストーリー漫画でも俗に「サザエさん方式やサザエさん時空、あるいは磯野時空になっている」などと表現されることがある。これは、長谷川町子の『サザエさん』の主な舞台である磯野（）家を、長期連載にかかわらず年齢が変化しない空間（時空）であると捉えた語である。
あるいは、上記4のような作品であれば、「この作品は途中からサザエさん時空に突入した」などのような表現も用いられる。もっとも、『サザエさん』も初期は加齢があったので、もっとも典型的な「サザエさん時空」が上記4の例といえる。

### 不条理4コマ
1980年末から1990年代初頭によく見られた形式。榎本俊二の『GOLDEN LUCKY』や吉田戦車の『伝染るんです。』、相原コージの『コージ苑』、須賀原洋行の『気分は形而上』、小林銅蟲の『ねぎ姉さん』などの作品が代表的。青年誌など4コマ専門誌以外で掲載されることが多い。一見するとオチているのかオチていないのか不明瞭だったり、話のネタ自体が理解しづらいが、なにかしら笑える部分がある。このような不条理な展開の4コマは『G組のG』などのギャグ4コマや、『ゆるめいつ』などの萌え系4コマにも受け継がれている部分がある。

### 萌え4コマ
1990年代末に萌えを重点とした4コマ漫画が増え始め、この様な作品は一般的に萌え4コマと呼ばれている。1999年に『電撃大王』で連載されたあずまきよひこの『あずまんが大王』が大ヒットし、また同じ年に成人向け美少女漫画誌の主力作家である後藤羽矢子が『まんがライフ』において初の一般向け作品でありストーリー4コマ漫画となる『どきどき姉弟ライフ』を発表、さらに『スポコミ』（前身は『月刊まんがパロ野球ニュース』）が休刊した後に、同じ雑誌コードを引き継いだ青年向け4コマ誌『まんがくらぶオリジナル』が創刊するなどの出来事が起こっている。このことから、1999年はいわゆる「おたく文化」の4コマ漫画界への流入が本格的に始まった年であり、後の萌え4コマ流行の礎の一つとなっていった。
ここに分類される基準は萌え要素の有無である。原則的に従来の4コマ漫画よりも絵に重点が置かれていること、登場人物の大半が美少女でありなおかつ萌え絵に属する（=主に男性に好まれる）絵柄であることが特徴に挙げられる。それ以外は一概にくくれる要素を持っているわけではないが、萌え4コマというフォーマットの性格上、キャラクターの個性がネタにされることが多く、小ボケの連続により話が進んでいくことが多い。4コマ目でオチを付けることは必須条件ではないため、ストーリー4コマの特徴を含む作品も多い。総じて4コマ目のオチが淡白になる傾向があり、中には4コマ目でオチがなく次の4コマへ向けての「承」や「転」に当たる展開が延々と続くものすら存在する。これは、オチのインパクトよりも、萌えキャラのキャラクター性が重視されているからである。なお、いわゆる「脱力系4コマ漫画」（例：『らき☆すた』、『ゆるめいつ』など）も作品全体の雰囲気がゆるく脱力系で進行するという意味で前者と同様「ゆるい作品」と表現されることが多いが、後者は原則4コマ目で落とす展開の連続で作られているため、前者と後者の「オチ」の性質は似て非なるものと言える。萌え4コマやそれを原作としたアニメなどによくみられる、萌え系の表現を重視して日常生活の描写を中心とした作風のコンテンツをさす用語としては、空気系というタームもある。植田まさしは自身が「実体のあるものを仕掛けにしたアイデア」をオチに使うことを明かした上で、萌え4コマの「空気オチ」の傾向について「具体的なオチへの期待感がないんですよ。結局それはキャラクターに頼っているということで、キャラ頼りの漫画って長続きしないと思うんです」と厳しく批評している。
また、ストーリー漫画やライトノベル、美少女ゲームのイラストレーター出身の作家も多く、これらの分野から受けた影響から感動的な展開やいわゆる「泣き」の設定を取り入れる作品も少なくない。ドタバタラブコメディのような作品の手法を応用した終始ハイテンションで突っ走る作品も存在するが、画風などの特性においては萌え4コマと共通しており、同種として括られているのが通常である。
萌え4コマの元祖を特定することは難しく、万人が納得する一つの作品に絞り込むことはできていない。萌えるかどうかは作品だけでなく読者側の問題でもあり、伝統的な4コマ作品でも受け手次第で萌えることは可能といえる。
萌え4コマ専門誌の先駆者は『まんがタイムきらら』（2002年創刊）だと言われるが、その母体は複数ある。
- OLなど女性を主なターゲットとした4コマ雑誌 - 『まんがタイムジャンボ』（1990年代初頭から存在、独立創刊は1995年）、『まんがタイムラブリー』（1995年創刊）など。ここで、すでに萌え4コマの萌芽が見られる。これらは伝統的な4コマの体裁を取りつつキャラクター重視、絵柄も重要な要素となり、少女漫画家の流入もあった。萌え4コマとしての資質を充分に備えていた。2000年代後半になると逆に『ジャンボ』などが『きらら』系の影響を受けて男性向け、萌え系中心へシフトしている。
- 青年誌などに掲載されている4コマ漫画 - 青年雑誌4コマ出身の代表格ももせたまみは萌え系4コマが流行し始める数年前から他者に先駆けて描いており、2010年代後半でも萌え4コマの第一人者として活躍している[18]。
- 成人向け美少女漫画誌の箸休めとして掲載される4コマ漫画 - 樹るうやみやさかたかし、新条るるらといった作家がここから輩出されている。
- ゲームパロディ4コマ - 新声社・エニックス・双葉社などが刊行したものも源流の一つに数えられる。キャラクターが中心であることは言うまでもなく、画風も2000年代以降の萌え4コマ同様、ストーリー漫画並みの描き込みが見られる作品もある。

なお、同人誌界で活躍している作家が4コマ漫画業界に多数参入してくるようになったきっかけも萌え4コマの流行と『きらら』の創刊であると考えられているが、それ以前から4コマ漫画誌でデビューを果たしていた胡桃ちの・青木光恵・さんりようこらと言った作家も元々はと言えば同人誌活動をしていて、後に漫画家としてデビューした作家である。
萌え4コマ専門誌2000年代前半 - 半ばに相次いで創刊したが、上記の『まんがタイムきらら』シリーズを除いて長続きしないものが多かった。2004年には5誌が創刊したが、翌年までに『まんがタイムきららMAX』以外は休刊に追い込まれた（双葉社『もえよん』は13号まで発刊、『COMICぎゅっと!』は3号、『コミックメガミマガジン』は2号、『まんが学園4年生』は1号のみ）。その後、2006年9月に一迅社から『まんが4コマKINGSぱれっと』が創刊された。2008年には姉妹誌『まんがぱれっとLite』が創刊されたが、2011年4月より2誌体制をやめて両誌を統合（『Lite』を廃刊）、『まんが4コマぱれっと』と改題した。
他にも、2003年には竹書房から一般誌と萌え4コマ誌の折衷型雑誌として『まんがライフMOMO』が創刊している。折衷型は永らく『MOMO』独自のポジションであったが、2000年代後期からは芳文社刊の『まんがタイムジャンボ』や『スペシャル』などの青年4コマ誌が追随するようになり、同じ竹書房刊の『まんがくらぶオリジナル』なども創刊当初の誌面構成に近い内容に回帰する形でこれに追随するようになっていった。同時に一般4コマ誌全体においても萌え4コマの掲載比率が年を追う毎に高まり、単に「萌え」というひとつのジャンルに留まらず「4コマ雑誌界全体における新人作家発掘の場」としての役割も担うこととなっていった。
2010年頃からは各社ともリスクの高い新雑誌の創刊を避け、既存4コマ誌の萌え系化やWeb4コマサイトによる公開といった方針が取られる傾向にある。そのような中で芳文社の『まんがタイムラブリー』も従来の女性向け4コマ誌からの脱却が図られ、2011年2月発行の3月号より従来の萌え4コマ世代と同じか、それよりもさらに若い漫画好き世代をターゲットとしたストーリー4コマ雑誌としてリニューアルされた。
作品自体の性質から、購読者層の男女比率は圧倒的に男性が多く、一般的な4コマ誌では概ね半々であるが『きらら』や『ぱれっと』系統では男女比が9:1〜8:2にものぼる。折衷タイプにおいても『MOMO』では7:3で男性読者の方が多く、『ジャンボ』でも同様の傾向が見られる。
萌え4コマは他ジャンルからの批判、偏見も少なくなく、『週刊少年ジャンプ』の連載作『バクマン。』や『ビッグコミックスピリッツ』の『気まぐれコンセプト』などの作中で批判されたこともあった。

## 発表形態
主要な掲載媒体は、新聞、商業誌（通常の漫画雑誌、4コマ専門漫画雑誌（「4コマ誌」と略される））、アンソロジー形式の単行本、同人誌等である。近年はWebコミックによる発表も増えている。

### 新聞
新聞での掲載個所は社会面左上隅が一般的であり、多くの一般紙に掲載されている（朝刊のみに掲載される場合、中面に掲載される場合もある）。あらかじめ作者が提示した掲載候補から担当記者による選別を経て、掲載作品が決定される。また、不測の事態に備えて、いわゆる「描き溜め」のストックも行われている。新聞紙上における一服の清涼剤としての役割が期待され、また幅広い読者層に対応するため、古典的な起承転結を基調とし、話題は季節ネタ・時節ネタが多い。但し、時節ネタも同様な理由から刺激の強いものは避けられる傾向が強い。それでも新聞というメディアの特性上、作者の意図しない解釈による批判を受ける（参照ページ「マスコミにおける女性蔑視を考える」）ことも多く、ますます現実と遊離した無難な内容の作品が掲載される結果を招いている。制約が多く、独占的・長期に連載されるため（作者の死によって連載終了となることも多い）マンネリ化に陥ることも多い。
一部の連載（『アサッテ君』の一時期や、『ひなちゃんの日常』、『フジ三太郎』など）では8コマや9コマ、中には3コマとなったものもある。
韓国の新聞では、政治、経済、社会、文化全般の時事的な問題や人物を風刺して描かれることが多く、特に「漫評」と呼ばれることがある。

#### 長期連載記録
- 『ピーナッツ』（チャールズ・M・シュルツ） 全17897話

ただしこれは4コマ漫画（1から5コマの不定コマ数）の短編だけでなく、それよりコマ数の多いストーリー漫画も合わせた数である。日本ではタイトルよりも犬のキャラクター「スヌーピー」の名でも知られる。
- 『まんまる団地』（オダシゲ　しんぶん赤旗） 1974年〜2024年現在連載中 2024年12月3日時点で17423回
- 『ジャンケンポン』（泉昭二　朝日小学生新聞） 1969年〜2023年 全16362回

2020年8月4日時点で16289回。2018年3月26日の第15452回で『ほのぼの君』の合計回数15451回を抜いて新聞連載漫画の最多回数記録を達成した。「一つの4コマ漫画として最も多く発行された回数」としてギネス世界記録に認定されたことが第15095回の作中で描写された。
- 『コボちゃん』（植田まさし　読売新聞） 1982年〜2025年現在連載中（2025年4月20日時点で14997回）

2021年1月7日に13750回となり、毎日新聞『アサッテ君』の記録を更新し、子供が対象の朝日小学生新聞および政党機関紙である赤旗を除く一般全国紙4紙での単一タイトル4コマ漫画で最長記録を達成した。
- 『ほのぼの君』（佃公彦　東京新聞、中日新聞他） 1955年〜2006年 全15451回

旧：『ほのぼの君』〜『ちびっこ紳士』〜新：『ほのぼの君』と改題・復題しており、全てを合計した回数。
- 『アサッテ君』（東海林さだお　毎日新聞）1974年〜2014年 全13749回
- 『まっぴら君』（加藤芳郎　毎日新聞）1954年〜2001年 全13615回
- 『サンワリ君』（鈴木義司　読売新聞）1966年〜2004年 全11240回
- 『ゴリパパ一家』（神保あつし　日本農業新聞）1987年〜2023年現在連載中

2017年5月1日時点で10000回を達成したことが日本農業新聞で報道された。紙面に話数が掲載されておらず2020年7月現在の正確な話数は不明。
- 『そふとそぼ』（若戸だいご　徳島新聞他） 2014年〜2023年現在連載中
- 『フジ三太郎』（サトウサンペイ　朝日新聞）1965年〜1991年 全8168回
- 『ののちゃん』（いしいひさいち　朝日新聞） 1991年〜2023年現在連載中

『となりの山田くん』より改題。
- 『サザエさん』（長谷川町子　夕刊フクニチ→新夕刊→朝日新聞） 1946年〜1974年 全6477回
- 『轟先生』（秋好馨　雑誌『漫画』→読売新聞） 1943年〜1972年 全6152回
- 『フクちゃん』（横山隆一　朝日新聞、毎日新聞他） 1936年〜1971年

改題前の『江戸ッ子健ちゃん』を含む。
- 『いも虫ランド』（コジロー　スポーツニッポン） 1984年〜2024年現在連載中

2024年5月10日掲載分で14000回に到達し、同日の4面で特集が組まれた。

### 4コマ誌
4コマ漫画作品を主な内容として掲載している漫画雑誌（商業誌）を総称して4コマ誌（よんコマし）という。これは「4コマ漫画専門雑誌」の略で、芳文社、竹書房、双葉社、ぶんか社、などから発行されている。判型はB5判（182mm×257mm）のものが殆ど。綴じ方は中綴じのものが多いが、平綴じのものも増えつつある。ページ数は、中綴じのものは200ページ前後、平綴じのものは220ページ前後である。
1冊あたりの税込価格は概ね270円から350円程度であるが、2004年頃からは、『まんがタイムきららMAX』（2004年5月24日創刊）が450円、『もえよん』（2004年7月9日創刊）が420円にそれぞれ設定されるなど、例外的に400円を超えるものも現れつつある（価格はすべて創刊号のもの）。『まんがライフMOMO』を含む萌え4コマ誌は、基本的に自社広告以外の広告が掲載されていないこともあり（掲載される場合、ほとんどがとらのあな、メロンブックスなどの同人ショップやブロッコリーなどのゲーム・キャラクターグッズ企業である）、一般的に350円程度とおおむね通常よりも高めの価格設定をされることが多い。

#### 分類
「まんが○○○」などと、雑誌名の頭が平仮名で「まんが」と始まるものが多く、狭義にはこれに当てはまる雑誌のみが4コマ誌と称される。この中には（主として1人ないし少人数の漫画家を特集する）再録作品を中心とした、不定期または実質定期の増刊号=再録4コマ誌が含まれる。現在発行されている定期刊行（狭義）4コマ誌の中には、再録誌から出発した後に初出作品の分量を増やし、通常の4コマ誌にリニューアルして今に至っているものもある。
また、「本当にあった○○○な話」など、雑誌名の頭が「本当にあった」で始まるものも広義には4コマ誌に含まれるが、前者は創作漫画作品（普通の漫画作品）を中心に掲載しているのに対し、後者は読者からの投稿を4コマ漫画化したものを中心としており、前者（狭義の4コマ誌）と区別するため特に実話系4コマ誌などと称されることがある。実話系4コマの元祖は田島みるくの『本当にあった愉快な話』（現：本当にあったゆかいな話）で、ここから派生してお色気系実話に特化した『愛のイトナミ』（現：愛のイトナミSP、後藤ユタカ作）、その他医療系実話の主力・安斎かなえや、自らの恋愛体験を赤裸々に描く桜木さゆみらといった作家が実話系4コマ漫画を中心に活動している。
萌え4コマ誌については萌え4コマの節を参照。
この他に、『みこすり半劇場』とその増刊・別冊など、成人向けの4コマ漫画作品を中心とするものはエロ4コマ誌、艶笑4コマ誌などと称される（実話系4コマ誌においても成人向けの内容を多く含むものがあるが、呼称は明確には区別されていない。また通常の成人向け4コマ誌は男性読者が中心であるのに対し、実話系は女性読者が多い傾向にあるという差異もある）。便宜上成人向け4コマと呼ばれているがあくまで下ネタや色気を題材として笑わせることが目的の作品であるため、いわゆる18禁漫画に指定されることはない。
成人向け4コマ誌は『みこすり半劇場』の登場後密かなブームとなり、1990年代前半には創刊が相次ぎ一時的に乱立状態となった。しかし、ほとんどの雑誌が短命に終わり、『みこすり半劇場』のみが細々と残ることとなった。その『みこすり半劇場』自体も2010年のリニューアルでノンフィクション（実話系）4コマ中心へ、そして2013年のリニューアルでは4コマ誌の体裁を捨て成人向けストーリー漫画誌へと路線変更され、この時点で創作ものとしてのお色気・下ネタ4コマ漫画誌は出版業界から姿を消すこととなり、さらに翌2014年には雑誌自体が休刊することとなった。他にも『ビタマン』、『あべまん』→『えっち一本勝負』→『NAMAIKIッ!』（竹書房）や『まんが笑がっこう』→『SHOWGAKKO』（平和出版）のように、成人向け4コマ誌として創刊した後に成人向け漫画誌に路線変更したものもある。ちなみに現在休刊となった『SHOWGAKKO』からは、同誌で漫画を執筆していたかがみふみをと、同誌のハガキ投稿コーナーの常連であった荻野眞弓が後に4コマ漫画誌で活躍することになるという皮肉な結果も生まれている。同様に成人向け4コマから路線変更した雑誌に『まんがシャワー』（一水社）がある。この雑誌は成人向け4コマ誌から熟女系エロ劇画誌『漫画シャワー』になり、現在では『まんがシャワー』と誌名を戻したものの、漫画よりもヌードグラビアなどを重視したごく一般的なエロ本になって刊行されている。同じように現在エロ本化している元成年向け4コマ誌には『COMICび〜た』、『カルビPOWER』（いずれも若生出版）がある。市場の縮小により転身した作家も少なくなく、当時『イカしてソーロウ』を代表とする人気作品を次々と発表し、下ネタ4コマ業界で岩谷テンホーと人気を二分していた笑太郎はその後ジュニアアイドルのイメージビデオの制作業に転身し、『天使の絵日記』シリーズを制作・販売している（ちなみにかつて同シリーズに出演していた吉沢真由美は笑太郎の実娘である）。
また、この時期にはファミリー向け・成人向け・スポーツ芸能4コマを一冊の雑誌にまとめて掲載した『まんが笑アップ』と、増刊『まんがポケット』（廣済堂出版）という変り種の4コマ誌もあった。両誌とも概ね一般向け作品5割:成人向け作品3割:スポーツ芸能、その他（不条理系など）2割程度の比率で掲載されており、『みこすり半劇場』掲載作と同様の性描写や性的行為をあからさまに描いた過激な作品から、家庭などを舞台とした暖かくほのぼのとした雰囲気の作品までが1冊の雑誌内で同居しているという異色の4コマ雑誌であった。しかし、このように作品相互間において読者層が相容れないものをごちゃ混ぜにした内容であったためか長続きせず、いずれも早々に休刊となった。なお2010年現在発行されている4コマ誌においては『主任がゆく!スペシャル』（ぶんか社刊、『無敵恋愛S*girl』増刊号→『みこすり半劇場』増刊号）が一般向け・成人向け・実話系4コマを一冊にまとめて掲載する形を取っておりこれに近いものとなっているが、成人向け作品の描写を比較的ソフトに抑えることで誌面全体のバランスを取るよう図られている。

#### 掲載内容
4コマ誌においても、4コマ以外の形式の作品（区別のために、「ストーリー作品」（ストーリー形式の漫画作品）と呼ばれる）も数本程度掲載される。通常、4コマ形式の作品は1作品あたり4〜8ページ、ストーリー形式の作品は1作品あたり6〜10ページ程度で、1冊の4コマ誌には少なくとも20作品以上が掲載されている。
他に、各雑誌ごとに異なるが、読者投稿欄、アンケート、パズル、占い、文章作品（エッセイなど）なども掲載される。アンケートは懸賞付きで行われ、賞品には現金や金券類などが設定される。近年は作家の色紙やサイン入り単行本などを賞品とするものも現れている。
また他の漫画雑誌と異なり、表紙が1名の作家によって複数月連続して担当される、という特徴がある。この理由としては、「複数の4コマ誌で同一作品が同時に連載されている例が多いため、表紙担当を毎号変えると読者が混乱するため」、「あまり熱心ではない読者（意識して4コマ誌を購読しているのではなく、暇潰しなどの目的で目に付いた雑誌を適当に買った読者）にとっては、各4コマ誌は雑誌名も似ており区別しづらいため、彼らに対して“前号と同一銘柄の雑誌であること”を印象付け、継続購読を促すため」、などの説があるが、定かではない。また、『まんがタイムきらら』系は他の4コマ誌と異なり「特定の作家・作品のファンとなった読者層を定期購読者として取り込む戦略を展開している（=熱心な読者を創り出しターゲットとする）」ため当初は表紙担当の固定制にはこだわっていなかったが、近年はアニメ化された看板作品に固定される時期もある。表紙作家は基本的に巻頭カラーも担当する（芳文社の一部雑誌は表紙作家以外が巻頭を担当することがある）。ページ数も毎回8ページ前後と多く、さらに竹書房の場合は連載に関連した企画連載も同時掲載されるなど、表紙作家は文字通り雑誌の看板として別格扱いとなっている。
2025年5月現在の4コマ誌の表紙作家と担当期間は次の通り。
- 芳文社
  - まんがタイム：※固定にこだわっていない
  - まんがタイムオリジナル：ひらのあゆ（ラディカル・ホスピタル） 2002年5月号 -
  - まんがホーム：杜康潤（孔明のヨメ。） 2024年10月号 -
  - まんがタイムきらら：※固定にこだわっていない
  - まんがタイムきららキャラット：※固定にこだわっていない
  - まんがタイムきららMAX：※固定にこだわっていない
- 竹書房
  - まんがライフオリジナル：大井昌和（ちぃちゃんのおしながき） 2016年7月号[23] -
  - 本当にあった愉快な話：安斎かなえ 不明
  - 増刊 本当にあった愉快な話：安斎かなえ[注 3] 不明
- KADOKAWA
  - アスキー・メディアワークス ブランドカンパニー
    - コミック電撃だいおうじ：※固定にこだわっていない

  - メディアファクトリー ブランドカンパニー
    - コミックキューン：※固定にこだわっていない

#### 単行本
4コマ誌に連載された作品の単行本は、判型がA5判（148mm×210mm）のものが殆どで、他の形式の作品の単行本の多くがB6判（128mm×182mm）以下であることに比べると、やや大きめになっている。価格は各出版社・各レーベルごとに異なり、更にカラー印刷のページ数などによっても異なるため、概ね600円から900円程度とまちまちである。特に先述の萌え4コマは高値に設定されており、一般誌と併売している大手では別レーベル（芳文社=まんがタイムKRコミックス、竹書房=MOMO selection）を設けて他のコミックスとシリーズ・価格とも区別する形式を取っている。これらの書籍は1頁に2本（8コマ）を収録したものが多いが、一方でいしいひさいち作品などから増え始めた、1頁に1本を収録した新書サイズのものも見られ、こちらはやや安価である。
また、単行本のための描き足しが、巻頭・巻末や本文内だけでなく、カバー裏（カバーを外した状態の、単行本本体の表紙・裏表紙をこう呼ぶ）にも付されることが多く、単行本を購入した読者にとっては、カバーをめくることも楽しみのひとつとなっている。
単行本化される作品は、連載である程度の人気を得たものに限られており、連載が長期にわたり続いても単行本が発売されない場合がある。また、単行本の第1巻が発売されても、その売れ行きが芳しくないと、連載が続いても第2巻以降が発売されないことが多い。4コマ誌掲載漫画の単行本で第2巻の出るタイトル数は第1巻のそれの約半分、と言われている。そのため、連載が完結しても、単行本上では永遠に未完となってしまう場合も珍しくない。また、単行本で完結しても、中長期連載の場合は相当数の未収録話が残るケースもみられる。単行本未収録分を同人誌として頒布したり、4コマ漫画単行本の読者プレゼントとする漫画家もいるが、これは稀な例である。主にストーリー4コマで単行本にきっちり収めて完結させるために途中から展開を早めるなどして調節される場合もあるが、このようなケースは連載が打ち切られることが前提であるとはいえ、前述のようなケースが多い実情に鑑みると恵まれている方である。単行本の発売に際しては、様々な拡販施策（フェア）が行われることがあるが、かつてのフェアは1社単独での既刊単行本や掲載誌との連動企画を中心に展開されるものだった。1999年には、竹書房・白泉社の合同企画として「みずしな&ももせコミックスフェア」が開催され、両社で主力作家であったみずしな孝之とももせたまみの対象コミックス購入者にオリジナル特製しおりがプレゼントされるなど、異なる出版社による2社合同フェアが行われるようになった。さらに、2000年頃からは、1名の作家の作品を複数の出版社で同日に発売し、合同フェアとして広告展開することによる拡販施策が行われるようになった（例：2003年、真右衛門、講談社・竹書房／2004年、森真理、竹書房・小学館）。特筆されるのは2004年10月の「重野なおきスリーランフェア」で、竹書房・双葉社・白泉社の3社から1冊ずつ計3冊の単行本が同日に発売された。これに続き、2005年1月から3月にかけて、芳文社・竹書房・メディアワークスの3社から、大井昌和の作品の単行本が毎月27日頃に各1冊ずつ発売された。いずれも、「3社合同企画」などと銘打ち、合同での懸賞が行われたり、雑誌上において他社刊行のものを含む複数冊をまとめて広告するなど、出版社ごとの垣根を越えた拡販施策が行われている。その後も胡桃ちのや小笠原朋子などについて同様の施策が行われ、4コマ誌に連載を持つ作家の単行本についての拡販施策の定石となった。

### ゲームアンソロジー
コンピュータゲーム作品（特にテレビゲーム）の登場人物や舞台を、そのまま題材として二次創作した4コマ漫画作品をゲーパロという（「ゲームパロディ」の略か）。他の作品を題材とした二次創作作品は、本来は同人誌として発行されるものであるが、ゲーパロの分野においては、ゲームメーカーと無関係の出版社が発行するほかに、ゲームメーカーが自らゲーパロ作品の単行本を発行・発売しているケースもある。このような単行本の殆どは、複数名の作家によるアンソロジー形式を採っているため、コンピューターゲーム作品を題材とした4コマ漫画作品の単行本はゲームアンソロジーと総称されている（単に「アンソロ」とも略される）。
上述の4コマ誌とは異なり、ゲームアンソロジーに収録されている作品は、雑誌等への掲載を経ずに単行本上のみで発表されることが多い。

#### 4コママンガ劇場
古参かつ代表的なレーベルには、エニックス（後のスクウェア・エニックス）より刊行されていた『4コママンガ劇場』がある。『ドラゴンクエスト 4コママンガ劇場』の商業的成功は、少年漫画雑誌『月刊少年ガンガン』を生み出す原動力となった。
このことに端を発し、各社が競ってゲームアンソロジーを発行するようになった。このジャンルは以前から存在したが、現在の多くの作品は『4コママンガ劇場』を参考としたものであるといえる。また、プロの漫画家ではない素人（しかも、同人作家ですらない）が起用されることもあり、これがプロデビューのきっかけとなった漫画家も多いが、これもかつての『4コママンガ劇場』の基本方針の一つであった。このレーベルからプロデビューを果たした代表的な漫画家は、衛藤ヒロユキ、柴田亜美など。

#### 4コマまんが王国
『4コマまんが王国』は、双葉社が発行していた、主にテレビゲームに関するパロディー・ギャグ4コマ漫画やショートコミックのレーベルで、双葉社アクションコミックスのシリーズである。
上述の『4コママンガ劇場』に次ぐ歴史を誇るが、既に双葉社は1986年頃にゲームソフトを題材にした漫画として「ファミコン冒険ゲームブック」のレーベルを立ち上げており、ゲームコミックの歴史としては『4コママンガ劇場』にも並ぶか、場合によっては最も古いレーベルではないかといわれている。1991年に『4コママンガ劇場』の成功に注目、『4コマまんが王国』としてシリーズ化するとともに、1993年には一雑誌の創刊を実現するまでに成長した。
表現上の規制が厳しいとされていた4コママンガ劇場よりも規制基準がかなり緩かったこともあり、質の高い数々の爆笑ネタや漫画家が誕生。4コママンガ劇場よりも多くのゲームソフトの漫画化も行われた。最盛期には任天堂のゲームを対象にしたものが多く出版されており、4コママンガ劇場のライバル的存在としてゲームコミックレーベルの中でもトップクラスの人気を誇った。このレーベルからプロデビューを果たした代表的な漫画家は佐々木亮など。

### Webコミック
個人サイトや4コマ漫画誌の公式サイトにおけるものが主である。『livedoor デイリー4コマ』や『まんがタイムきららweb』、『ピクシブ通信』など、ポータルサイトやWebコミックサイト内の4コマ漫画用コンテンツとして設けられているものもある。
近年では竹書房が『デイリー4コマ』を縁としてライブドアとの関係を深めており、両社間での作者の交流や、新人賞の共同主催を行っており、2009年4月27日にはデイリー4コマのサイトの一部を間借りする形で新たにWeb4コマコミック『まんがライフWIN』をオープンした。『まんがライフ』系統で人気の作家を中心に起用されているが、インターネット媒体ということもあり、作品のラインナップは同社刊の雑誌系統のものよりも萌え系4コマにより比重を置いた構成となっている。
2010年2月23日には、芳文社も『まんがタイム』系、『きらら』系に続く第三の4コマ媒体として、上記と同じ『デイリー4コマ』との共同運営によるWeb4コマコミック『まんがタイムWAVE』をオープンしたが、2011年3月いっぱいで閉鎖した。
2011年6月10日より一迅社が、廃刊した『まんがぱれっとLite』に代わるWeb4コマコミック『まんが4コマぱれっとOnline』をオープンしている。

## 4コマ誌の一覧
各出版社ごとに、創刊の古い順に掲げる。●は休・廃刊。

### 芳文社
- まんがタイム
- まんがセブン●
- まんがタイムオリジナル
- まんがタイムファミリー（旧：別冊まんがタイム）●
- まんがスポーツ●
- まんがホーム
- まんがタイムスペシャル●
- まんがタイムラブリー●
- まんがタイムジャンボ●
- まんがタイムキッチュ!!●
- まんがタイムナチュラル（旧：まんがタイムオプショナル）●
- まんがタイムポップ（旧：まんがタイムポップセレクション）●
- ビッグバン4コマ●
- まんがタイムDash!●
- まんがタイムきらら
- まんがタイムきららキャラット
- まんがタイムきららMAX
- 本当にあった（生）ここだけの話●
- 超本当にあった（生）ここだけの話（旧：増刊本当にあった（生）ここだけの話）●
- まんがタイムきららミラク●

### 竹書房
- まんがくらぶ（旧：天才くらぶ。通称「まんくら」）●
- まんがライフ（旧：ギャグダ）●
- まんがライフオリジナル（通称「ライオリ」）
- まんがくらぶオリジナル（旧：まんがパロ野球ニュース → 月刊スポコミ。通称「くらオリ」）●
- まんがライフMOMO（旧：まんがライフオリジナル ももせたまみ増刊）●
- あにまるパラダイス●[注 4]
- ウルトラ4コマ●
- 本当にあった愉快な話（旧：田島みるくの本当にあった愉快な話。一時期：本当にあったゆかいな話）
- 増刊 本当にあった愉快な話
- 本当にあった愉快な話芸能ズキュン（旧：本当にあった愉快な話 愛のイトナミSpecial→本当にあったゆかいな話DX→本当にあった仰天スクープまんがズキュン!→本当にあったゆかいな話芸能ズキュン!）●
- すくすくパラダイス●

### 双葉社
- まんがアクションランド●
- まんがタウン（旧：漫画アクション ファミリー増刊 クレヨンしんちゃん特集号）●
- まんがタウンオリジナル●
- もえよん●

### 少年画報社
- まんが笑ルーム●

### ぶんか社
- みこすり半劇場●
- みこすり半劇場別館●
- 月刊まんがシャレダ!●
- 月刊イケイケ課長●[注 5]
- 月刊イカしてソーロウ●
- まんが4コマ丼（旧：まんがアロハ!）●
- 本当にあった笑える話●
- 愉快で笑える本当の話（旧：本当にあった笑える話 爆笑4コマ魂）●
- 別冊本当にあった笑える話●
- 本当にあった笑える話スペシャル●
- 本当にあった笑える話Pinky●
- 主任がゆく!スペシャル●
- たかの宗美スペシャル●

### 徳間オリオン
- まんがハイム●

### 廣済堂出版
- まんが笑アップ●

### 平和出版
- 愉快本舗●
- COMICぎゅっと!●

### イースト・プレス
- ハムスペ●[注 6]

### 日本出版社
- ねこのしっぽ●

### 朝日新聞出版
- ほんとにあった爆家族の話（旧：ほんとにあった笑っちゃう話（朝日ソノラマ） → ふぁみドラコミック）●

### 宙出版
- まんが学園4年生●

### 学習研究社
- コミックメガミマガジン●

### 秋田書店
- 全部ホンネの笑える話●

### 大洋図書
- 本当にあったブログないしょ話●

### 一迅社
- まんが4コマぱれっと（旧：まんが4コマKINGSぱれっと）●
- まんがぱれっとLite（旧：まんが4コマKINGSぱれっとLite）●

### メディアックス
- まんがドカン小町●

### KADOKAWA
- 4コマnanoエース（角川書店BC）●
- コミック電撃だいおうじ（アスキー・メディアワークスBC）
- コミックキューン（メディアファクトリーBC）

### 辰巳出版
- まんが あ!ホクサイ●

### ビブロス
- Do!ぴーかん●